# Euandros

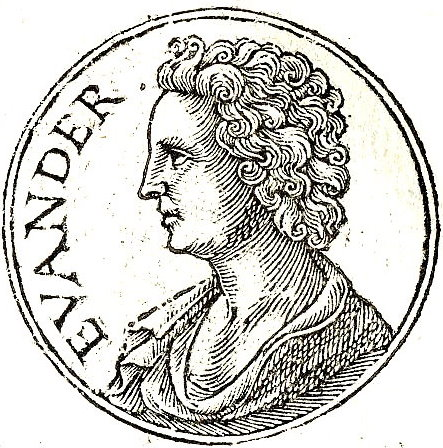
Euander-Pallene

Euandros (altgriechisch Εὔανδρος Eúandros, deutsch ‚Gutmann‘, lateinisch Evander, deutsch auch Euander geschrieben) war ein Heros einerseits der arkadischen Stadt Pallantion und andererseits der Latiner. Er soll Sohn des arkadischen Königs Echemos von Tegea und der Timandra oder des Hermes und der Nymphe Carmenta gewesen sein.
Aufgrund des Mordes an seinem Vater soll Euandros 60 Jahre vor der Zerstörung Trojas seine Heimat verlassen haben und eine pelasgische Kolonie aus Pallantion in Arkadien nach Latium geführt und am linken Ufer des Tiber eine Stadt gebaut haben, die er nach seiner Vaterstadt Palatium nannte und von welcher der Palatin seinen Namen empfing, nachdem ihm der damalige König Faunus ein Stück Land dazu eingeräumt hatte.
Nach antiker Überlieferung führte er die Buchstabenschrift, Musik und andere Friedenskünste ein sowie den Kult der Ceres, des Neptunus Consus und des lykäischen Pan, zu dessen Ehren er das Fest der Lupercalien stiftete, das nach einem arkadischen Vorbild gestaltet sein soll. Den Aeneas nahm er freundlich bei sich auf und schickte ihm im Krieg gegen die Rutuler 400 Reiter zu Hilfe unter seinem Sohn Pallas, der in diesem Krieg von der Hand des Turnus seinen Tod fand. Die Römer verehrten Euandros unter den einheimischen Heroen (indigetes), und noch Dionysios von Halikarnassos will seinen Altar am Fuß des Aventin gesehen haben.
Euandros wird zwar bereits von Hesiod erwähnt, erhält jedoch erst später größere Bedeutung. Wahrscheinlich handelte es sich zunächst um einen Dämon aus dem Umkreis des Pan.